# Корольков Геннадій Анатолійович
Геннадій Анатолійович Корольков (рос. Генна́дий Анато́льевич Королько́в; 3 липня 1941—23 лютого 2007) — радянський і російський актор театру і кіно. Заслужений артист РРФСР (1980).

## З життєпису
В 1960 році закінчив студію при Львівському українському театрі імені М. К. Заньковецької; до вступу до студії працював слюсарем на львівському заводі.
Закінчив Школу-студію МХАТу (1964) і був актором Центрального дитячого театру.
З 1968 року — актор Московського академічного театру ім. В. Маяковського.
У 1973—1975 рр. — актор Московського державного театру імені Ленінського комсомолу.
З 1976 року — актор Театру-студії кіноактора.
Популярний актор радянського екрану 60-х — 80-х років. Знімався у кіно з 1964 р. («Три дні Віктора Чернишова» (1964), «Чорний принц» (1973),  «Трактир на П'ятницькій» (1978), «Коней на переправі не міняють» (1980) тощо). 
Грав в картинах українських кіностудій: «Севастополь» (1970), «Людина в прохідному дворі» (1971, т/ф, 4 с), «Важкі поверхи» (1974), «Юркові світанки» (1974), «Переходимо до любові» (1975, т/ф, 2 а), «Пам'ять землі» (1976), «Інспектор Лосєв» (1982, т/ф, 3 а), «Контрудар» (1985, Крайнюков), «Розмах крил» (1986, пасажир).
Помер 23 лютого 2007 року у московському хоспісі від раку. Похований на Хованському цвинтарі м. Москви.

## Почесні звання
- Заслужений артист РРФСР (25.02.1980)
- Заслужений артист Абхазької АРСР (1983)
- Заслужений артист Марійської АРСР (1988)

## Фільмографія
- «Людина, яка сумнівається» (1963, спортсмен, приятель Бориса (немає в титрах)
- «Три дні Віктора Чернишова» (1964, Віктор Чернишов)
- «Нас багато — ти і я» (1964, фільм-спектакль)
- «Рано вранці» (1965, Костя, наречений Олі)
- «Тобі, юносте!» (1966, фільм-спектакль, Шуріков)
- «Біжать дороги» (1966, фільм-спектакль, Борис Жутаєв)
- «Пряма лінія» (1967, епізод)
- «Зустрічайте проїздом» (1968, солдат)
- «Вчора, сьогодні і завжди» (1969, новела «Знайомство по телефону»; Сергій)
- «Десь у Москві» (1969, фільм-спектакль, лейтенант Мельников)
- «Севастополь» (1970, прапорщик Сергій Шелехов; Одеська кіностудія)
- «Зимова балада» (1970, фільм-спектакль, Северов)
- «Тіні зникають опівдні» (1970, т/с; Федя Морозов)
- «Нічна зміна» (1970, Євген Грибов, диспетчер будівництва)
- «Шестеро вийшли в дорогу» (1971, Саша Дев'ятін)
- «Людина в прохідному дворі» (1971, т/ф, 4 с, Борис Вараксин, співробітник КДБ; Кіностудія ім. О. Довженка)
- «Ілга-Іволга» (1972, Федір Полігін)
- «Сторінка життя» (1972, фільм-спектакль, Костя)
- «Гарячий сніг» (1972, Аржемачев, лейтенант)
- «Чорний принц» (1973, Тимофій Єгорович Ямцов, він же «Стрибун»)
- «Різні люди» (1973, Григорій Котовський)
- «Друзі мої» (1973, новела «Тихохід»; Костя, шофер)
- «Атлантика» (1974, фільм-спектакль, Валентин)
- «Важкі поверхи» (1974, Анатолій Смирнов; Кіностудія ім. О. Довженка)
- «Бо люблю» (1974, Микола Муравйов, льотчик-винищувач)
- «Вірний друг Санчо» (1974, Вадим, водій)
- «Юркові світанки» (1974, Василь Курінний; Кіностудія ім. О. Довженка)
- «Маленький сержант» (1975, Клімов, підполковник)
- «Переходимо до любові» (1975, т/ф, 2 а, Леонід Шляхтич; Кіностудія ім. О. Довженка)
- «Жити по-своєму» (1976, Сергій, таксист, новий наречений Олени)
- «Визволення Праги» (1975, гвардії лейтенант Гончаренко)
- «Пам'ять землі» (1976, т/с; Голіков; Кіностудія ім. О. Довженка)
- «Кафе „Ізотоп“» (1977, Харламов, зварювальник)
- «Сутичка в хуртовині» (1977, Ігор Лужин)
- «Солдати свободи» (1977, лейтенант Морозов)
- «Рахунок людський» (1977, Шахов)
- «І ти побачиш небо» (1978, Дронов, лейтенант)
- «У день свята» (1978, Василь, син Гриніна)
- «Голубка» (1978, Олександр Чуркін)
- «Трактир на П'ятницькій» (1978, Клімов Василь Васильович, начальник міліції)
- «Ранкові зірки» / Gwiazdy poranne (1979, Уланов, радянський танкіст; Польща)
- «Бажаю успіху» (1980, Петро Северін)
- «Альоша» (1980, Аркадій Миколайович, директор технікуму)
- «Коней на переправі не міняють» (1980, парторг будівництва Малишев)
- «В останню чергу» (1981, підполковник міліції, начальник групи по боротьбі з бандитизмом)
- «Післязавтра, опівночі...» (1981, Єршов)
- «Крєпиш» (1981, епізод)
- «Перстень з Амстердама» (1981, Краснов, майор держбезпеки)
- «Спадкоємиця по прямій» (1982, Олександр)
- «Дзвін священної кузні» (1982, Костя Панкратов)
- «Інспектор Лосєв» (1982, т/ф, 3 а, Петро Горохов, кримінальник; Кіностудія ім. О. Довженка)
- «Двічі народжений» (1983, капітан)
- «Перша кінна» (1984, Єфремов)
- «Хто сильніший за нього» (1984, Степан)
- «Іван Бабушкін» (1985, Симбірцев)
- «Контрудар» (1985, генерал Крайнюков; Кіностудія ім. О. Довженка)
- «Батальйони просять вогню» (1985, майор Семинін)
- «Рись повертається» (1986, Гвоздь)
- «Розмах крил» (1986, пасажир; Одеська кіностудія)
- «Державний кордон. Рік Сорок перший» (1986, начальник прикордонного загону підполковник Свиридов)
- «Державний кордон. За порогом перемоги» (1987, Юрій Миколайович Свиридов, генерал-майор, начальник Західного прикордонного округу СРСР)
- «Долина помсти» (1987, Петро)
- «Причали» (1987, Федір Степанович Дьомін, боцман із траулера «Даурія»)
- «Білі ворони» (1988, Віктор Якимович, батько Насті)
- «Колишній тато, колишній син» (1989, співмешканець Клави)
- «Невідомі сторінки з життя розвідника» (1990, Притула, комісар батальйону)
- «Глухомань» (1991, Віктор Колосов)
- «Суржик» (1991)
- «Навіщо алібі чесній людині?» (1992, свідок)
- «Уламок „Челленджера“» (1992, пілот)
- рос. «Отражение»[1] (1998, дядя Гена)
- «Юкка» (1998, Гена)
- «Президент і його внучка» (2000, мужик у пивного кіоску)
- «Ніч на кордоні» (2001, Аржанов, лісник)
- «Спадкоємець» (2001, бомж)
- «Сищик з поганим характером» (2001, алкоголік)
- «Диверсант 2: Кінець війни» ((2007, Аркадьїч)